# Pontus Dahbo
Pontus Bror Harry Dahbo (* 11. října 2005) je švédský fotbalový záložník, který hraje za klub BK Häcken.

## Kariéra
Pochází ze Sävedalenu a od 6 do 14 let hrál mládežnický fotbal v Sävedalens IF. Dahbo poté nastoupil do akademie BK Häcken. V říjnu 2021 debutoval v mládežnickém týmu.
Po vítězství Häckenu v Allsvenskan 2022 bylo již v listopadu 2022 rozhodnuto o tom, že Dahbo se posune do seniorského týmu. V únoru 2023 debutoval ve Svenska Cupen 2022/23, poté debutoval v Allsvenskan 3. dubna 2023 proti Elfsborgu – a evropský debut si připsal během kvalifikace Ligy mistrů UEFA 2023/24 a následně skupinové fáze Evropské ligy UEFA 2023/24. Jeho první gól v Allsvenskan přišel v göteborském derby proti IFK Göteborg, kde Dahbo pomohl Häckenu k vítězství. Další průlom předvedl v předposledním zápase sezóny, kdy vstřelil dva góly proti Malmö FF, čímž zmařil šanci Malmö na výhru v Allsvenskan a také dal šanci Häckenu předstihnout svého soupeře a skončit na druhém místě v tabulce.

## Osobní život
Je synem Patrika Dahba. Jeho otec byl manažerem Jonsereds IF, který se s Häckenem utkal na Svenska Cupen 2023/24. Pontus Dahbo vstřelil v tomto zápase dva góly a pomohl svému týmu k postupu přes otcův tým.

## Úspěchy

#### BK Häcken
- Svenska Cupen: 2022/23